# Pituriaspida
I pituriaspidi (Pituriaspida) sono un piccolo gruppo di vertebrati fossili, vissuti esclusivamente tra il Devoniano inferiore e il Devoniano medio (circa 390 milioni di anni fa), i cui resti sono stati rinvenuti in ciò che è oggi l'Australia.

## Descrizione
Questi pesci senza mascelle assomigliavano in apparenza agli osteostraci, anche se erano sprovvisti della caratteristica struttura che negli osteostraci era posta al di sopra degli occhi. Lo scudo cefalico era molto allungato e nella forma più conosciuta (Pituriaspis) terminava in un vero e proprio rostro come quello di un pesce spada. Due processi laterali a forma di corna fornivano l'inserzione per due pinne pari. La stranezza del "casco osseo", però, era data dal fatto che posteriormente si allungava fino a ricoprire in pratica tutto il corpo. Una caratteristica unica di questo piccolo gruppo, inoltre, era la presenza di una sorta di apertura al di sotto delle orbite, dalla funzione ancora sconosciuta, forse ospitante un organo di senso. La bocca, le branchie e l'apertura nasale erano probabilmente situate nella parte inferiore dello scudo cefalico.

## Il fossile
Il nome Pituriaspida significa "scudo Pituri", dal nome di una droga allucinogena usata dagli sciamani aborigeni per produrre visioni. Lo scopritore dei pituriaspidi, quando rinvenne il primo fossile dall'apparenza così bizzarra, pensò di essere sotto l'effetto di una sostanza allucinogena. Da qui lo strano nome di questi animali, spesso mal tradotto come "scudo allucinogeno".